# Ottochloa
Ottochloa és un gènere de plantes de la família de les poàcies, ordre de les poals, subclasse de les commelínides, classe de les liliòpsides, divisió dels magnoliofitins.

## Taxonomia
- Ottochloa arnottiana
- Ottochloa fusca
- Ottochloa gracillima
- Ottochloa grandiflora
- Ottochloa malabarica
- Ottochloa nodosa